# Rifugio antiaereo della Martana
Il rifugio antiaereo della Martana, noto anche come "galleria della Martana", è un complesso sotterraneo situato a Massa, in Toscana, costruito come rifugio antiaereo durante la seconda guerra mondiale. Realizzato tra il 1942 e il 1943, il rifugio fu progettato per proteggere la popolazione civile dai bombardamenti aerei. Capace di ospitare migliaia di persone, è il rifugio più grande della città e svolse un ruolo fondamentale nella protezione della comunità locale durante il conflitto.
L'ingresso principale si trova in via Bigini, nel centro storico di Massa, e la struttura si estende per circa 450 metri all'interno della collina di San Giorgio. Dopo la guerra, il rifugio cadde in disuso fino al 2006, quando fu recuperato e aperto al pubblico per scopi culturali e didattici. 

## Storia

### Costruzione
La Galleria della Martana fu scavata rapidamente tra il 1942 e il 1943 per proteggere la popolazione civile dai bombardamenti sempre più frequenti degli Alleati; il lavoro fu affidato a minatori provenienti da Belluno, abili nella lavorazione della roccia calcarea tipica delle Alpi Apuane, che realizzarono una costruzione resistente in poco tempo sotto la collina di San Giorgio.

### Utilizzo durante il conflitto
Nel corso della guerra, il rifugio venne usato della popolazione di Massa. Dopo l'armistizio dell'8 settembre 1943 e l'occupazione tedesca, l'Italia divenne infatti uno dei principali campi di battaglia in Europa. Nel 1944, con la formazione della Linea Gotica, Massa e le sue aree circostanti furono quindi soggette da parte degli Alleati a intensi bombardamenti, miranti a indebolire le forze tedesche e le infrastrutture militari locali. Il primo bombardamento avvenne il 6 aprile 1944, e mirava a causare il maggior danno possibile alle strutture produttive a sostegno delle forze naziste; un secondo bombardamento si registrò il 27 maggio.

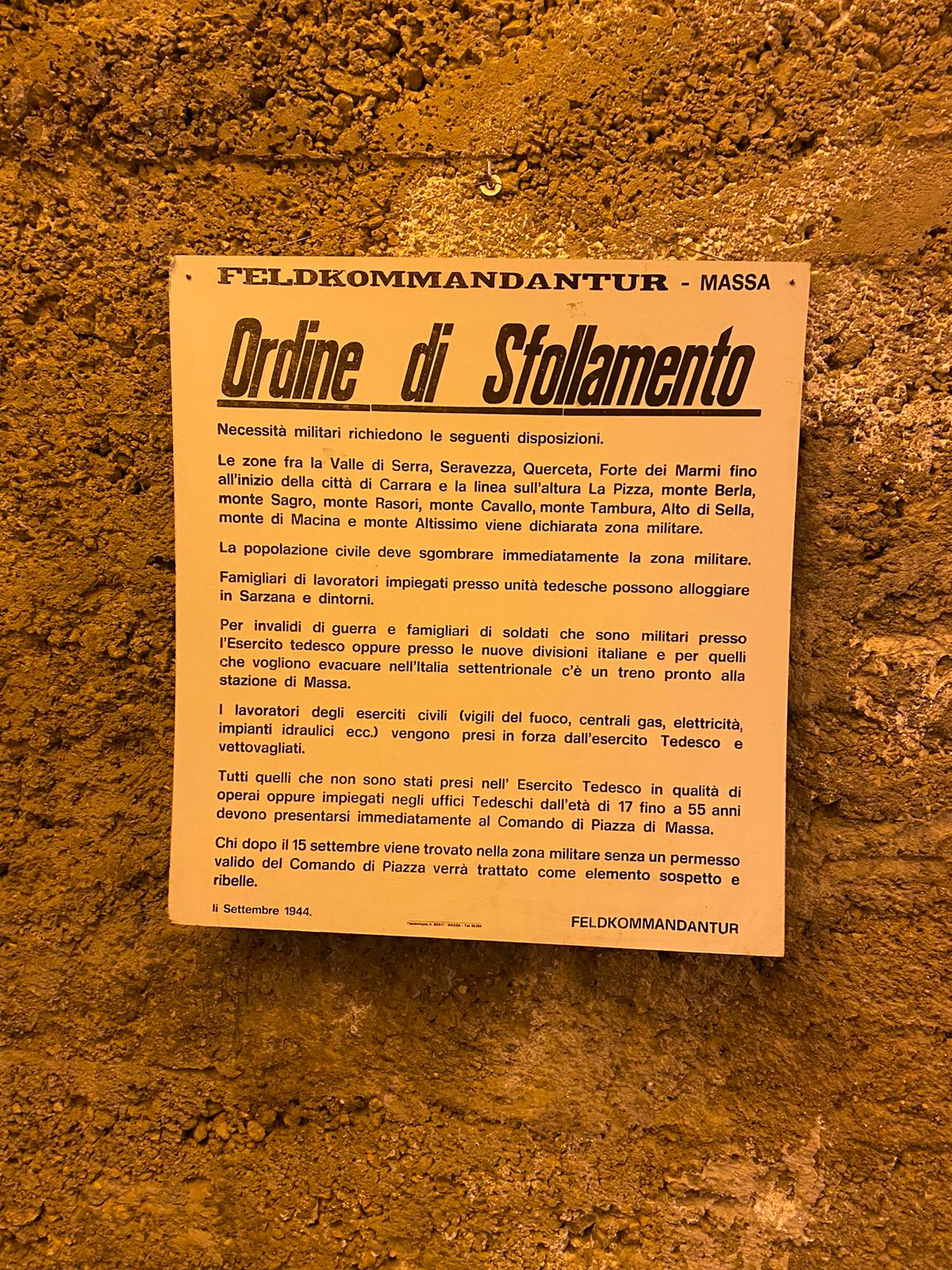
Manifesto Ordine di Sfollamento

Nel settembre 1944, il comando militare tedesco emanò un ordine di sfollamento per i cittadini di Massa, occupando il rifugio con le proprie truppe. Gli occupanti tedeschi usarono la Galleria della Martana come deposito di armi e come base logistica per le operazioni di difesa sulla Linea Gotica, posizionandovi cucine da campo e alloggi per i soldati. Il rifugio rimase sotto controllo tedesco fino alla liberazione di Massa, avvenuta il 10 aprile 1945.

### Recupero post-bellico
Dopo la guerra, la Galleria della Martana perse la sua funzione difensiva e venne abbandonata, diventando gradualmente una discarica abusiva di materiali edili e restando inutilizzata per circa sessant'anni. Solo negli anni 2000, la galleria fu resa di nuovo accessibile.

## Struttura
La galleria ha una lunghezza di circa 450 metri e presenta una complessa struttura progettata per garantire la sicurezza della popolazione civile durante gli attacchi aerei. Essa è dotata di tre ingressi, di cui il principale è situato sul lato della collina in cui è stata scavata. All'interno, si estendono corridoi che collegano le diverse sezioni del rifugio, fornendo accesso a stanze e compartimenti destinati a soddisfare le necessità degli occupanti, come dormire, mangiare o intrattenersi durante i bombardamenti. 
La struttura è equipaggiata con servizi igienici, tra cui bagni e lavandini, per supportare il soggiorno prolungato delle persone al suo interno. Le aperture artificiali lungo la volta fungevano da camini di ventilazione, assicurando all'interno un costante ricambio d'aria, essenziale per la sicurezza e la vivibilità durante l'affollamento causato dagli attacchi aerei. Sono presenti diverse uscite di emergenza, collocate lungo i corridoi e all'estremità della struttura.

## Gestione
Nel 2006 la Galleria, di proprietà del Comune della città e gestita dall'Associazione Culturale Sancio Pancia, venne inserita nel progetto "Un percorso europeo sui sentieri della memoria" e fu adattata per un nuovo uso pubblico. Le modifiche alla struttura furono minime e riguardarono principalmente il ripristino dell'impianto elettrico e l'installazione di pannelli informativi e fotografici, realizzati nell'ambito del progetto "I sentieri della memoria", che documentano la storia del rifugio e la vita della città durante il conflitto.

## Galleria d'immagini

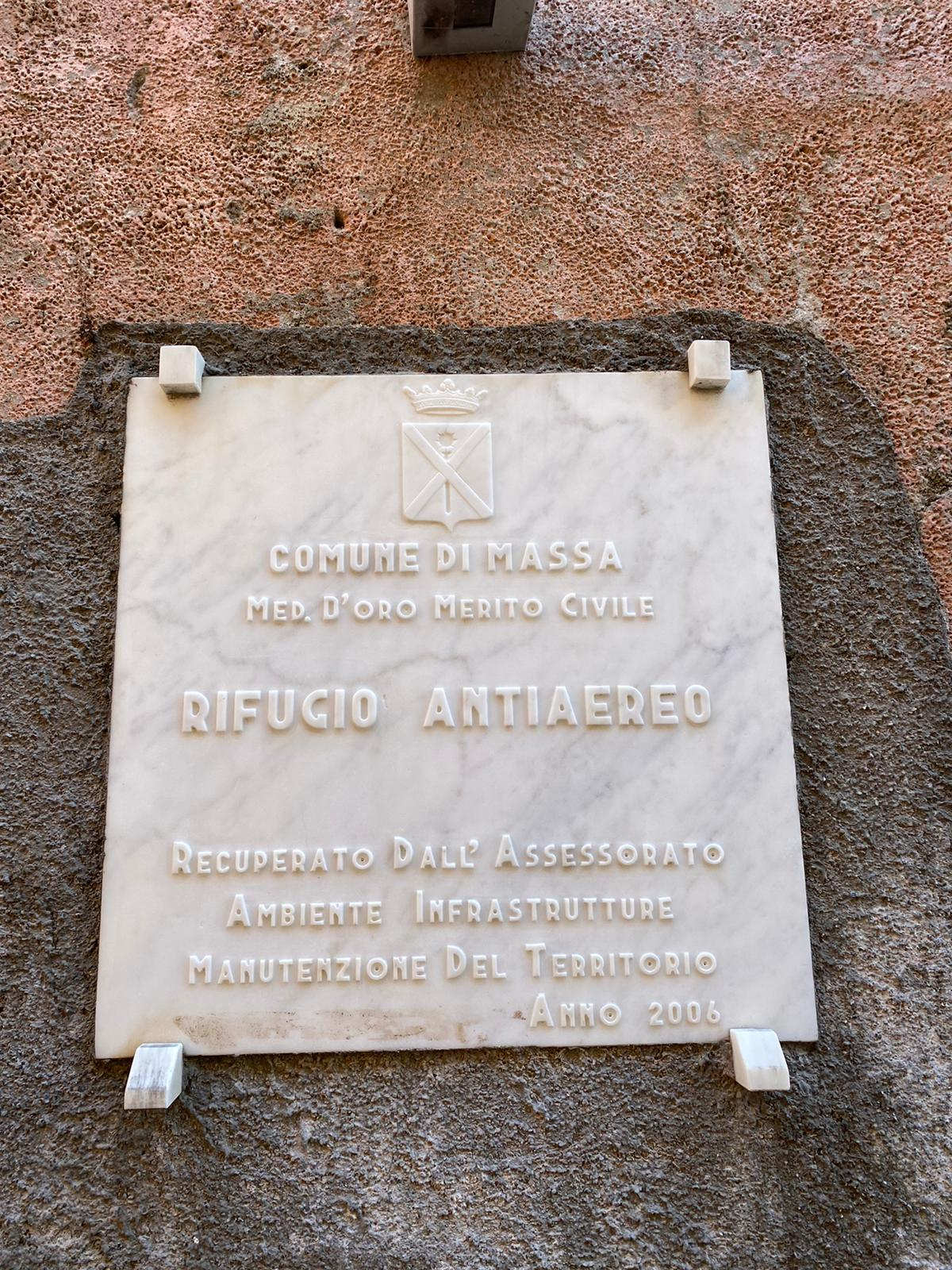
Targa in marmo affissa fuori dall'ingresso principale del Rifugio Antiaereo della Martana
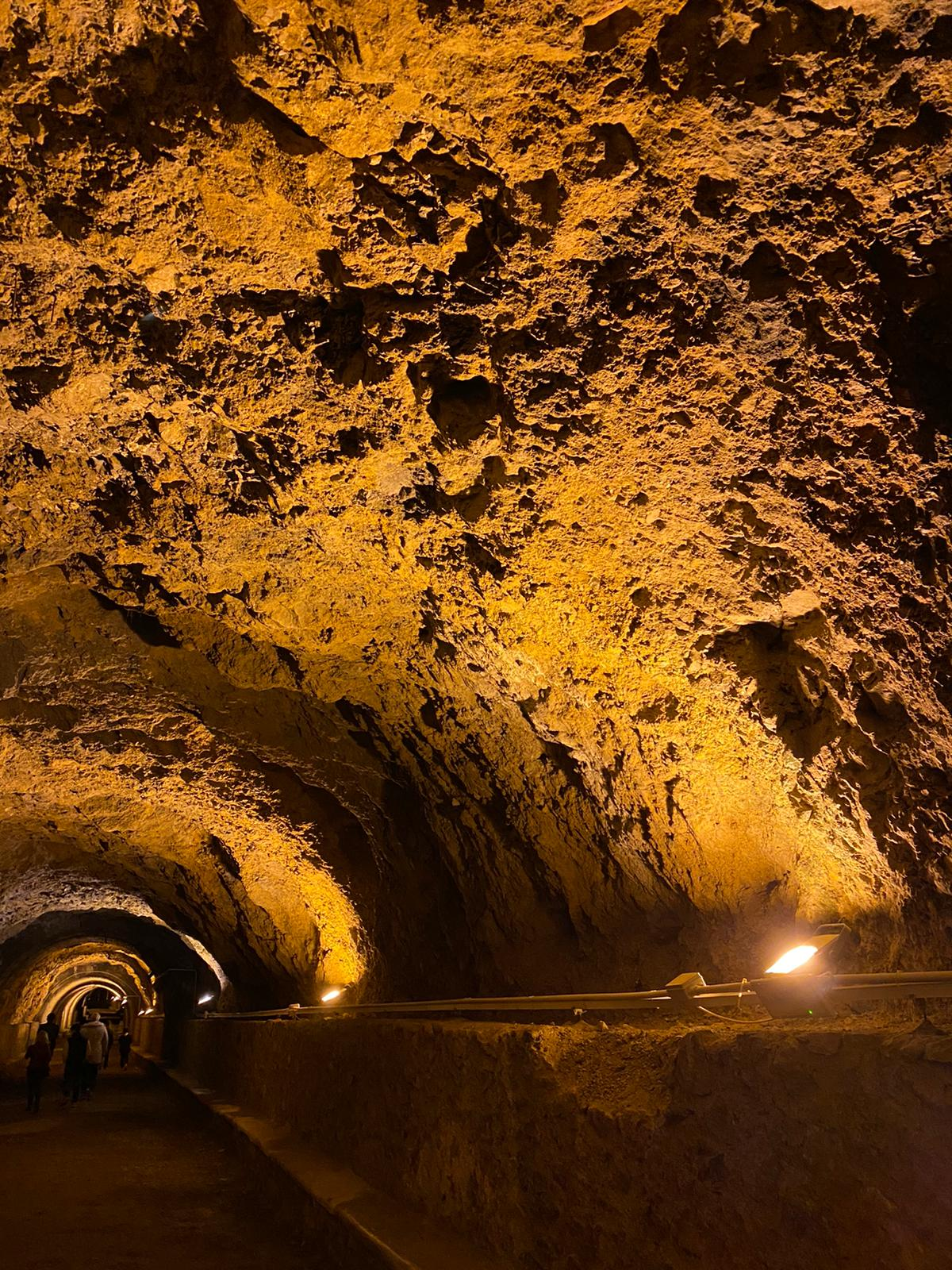
Corridoio principale del rifugio
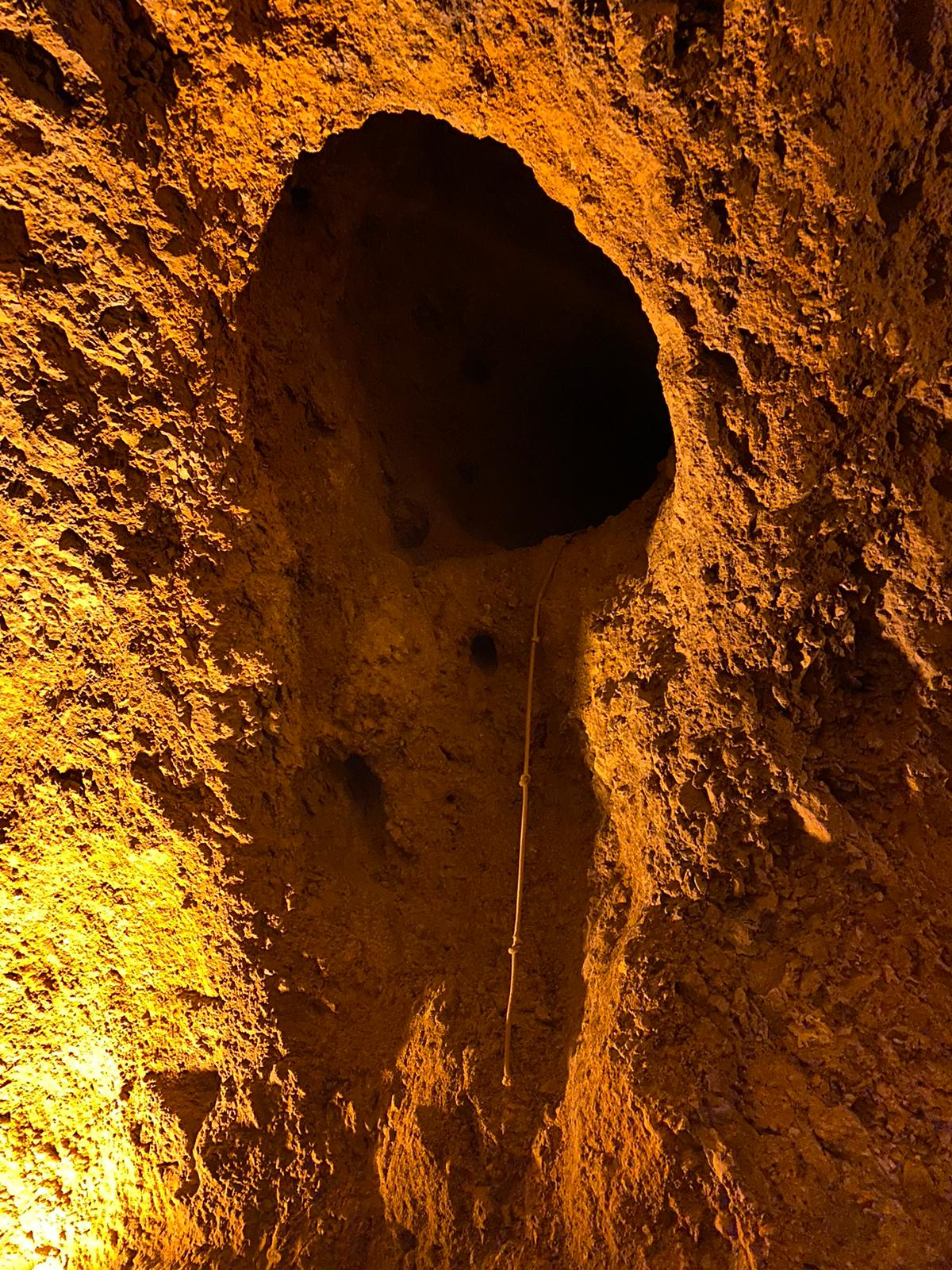
Condotto d'aria della Galleria della Martana
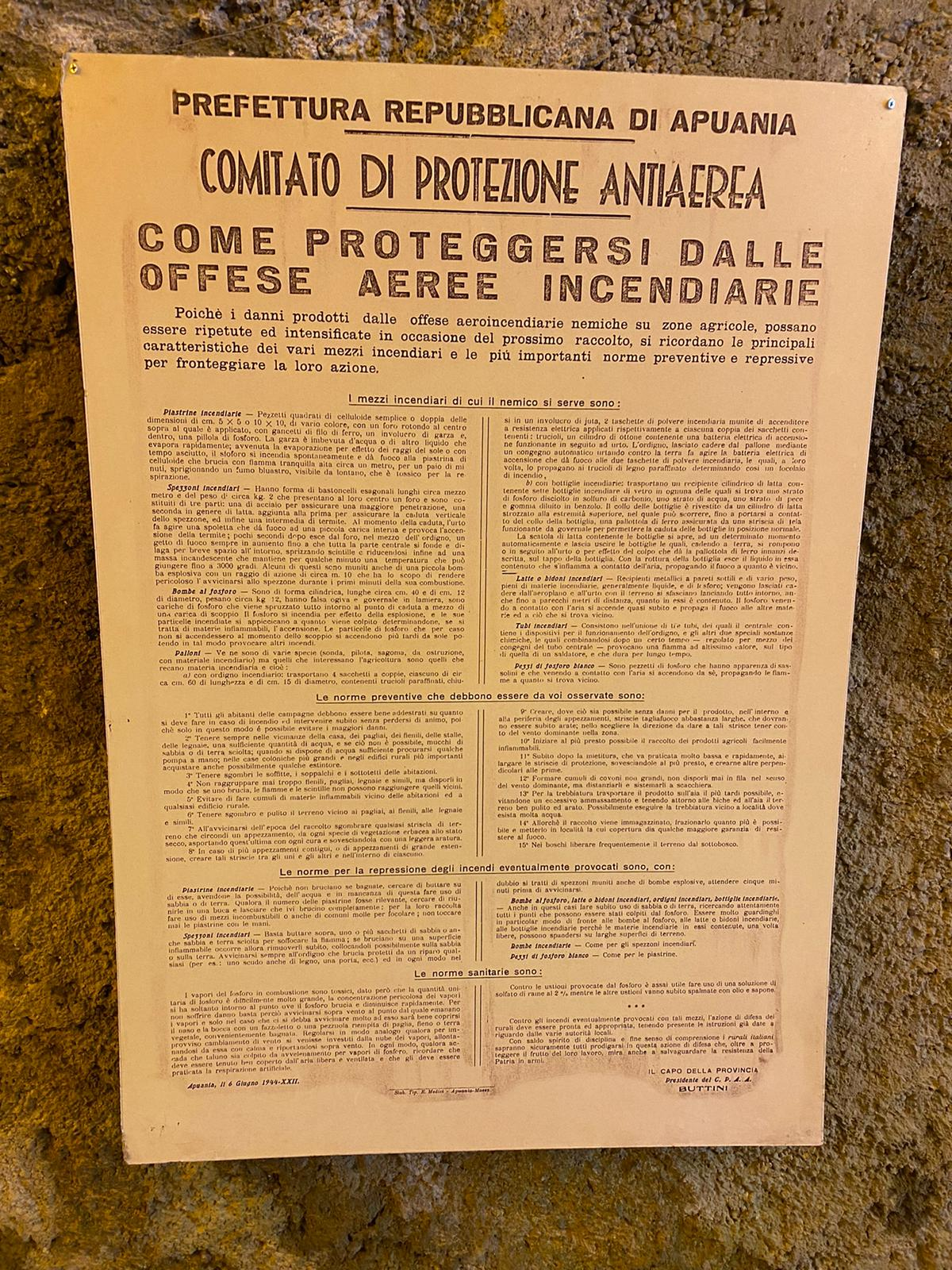
Manifesto del comitato di protezione antiearea, ancora affisso a una delle parteti della galleria
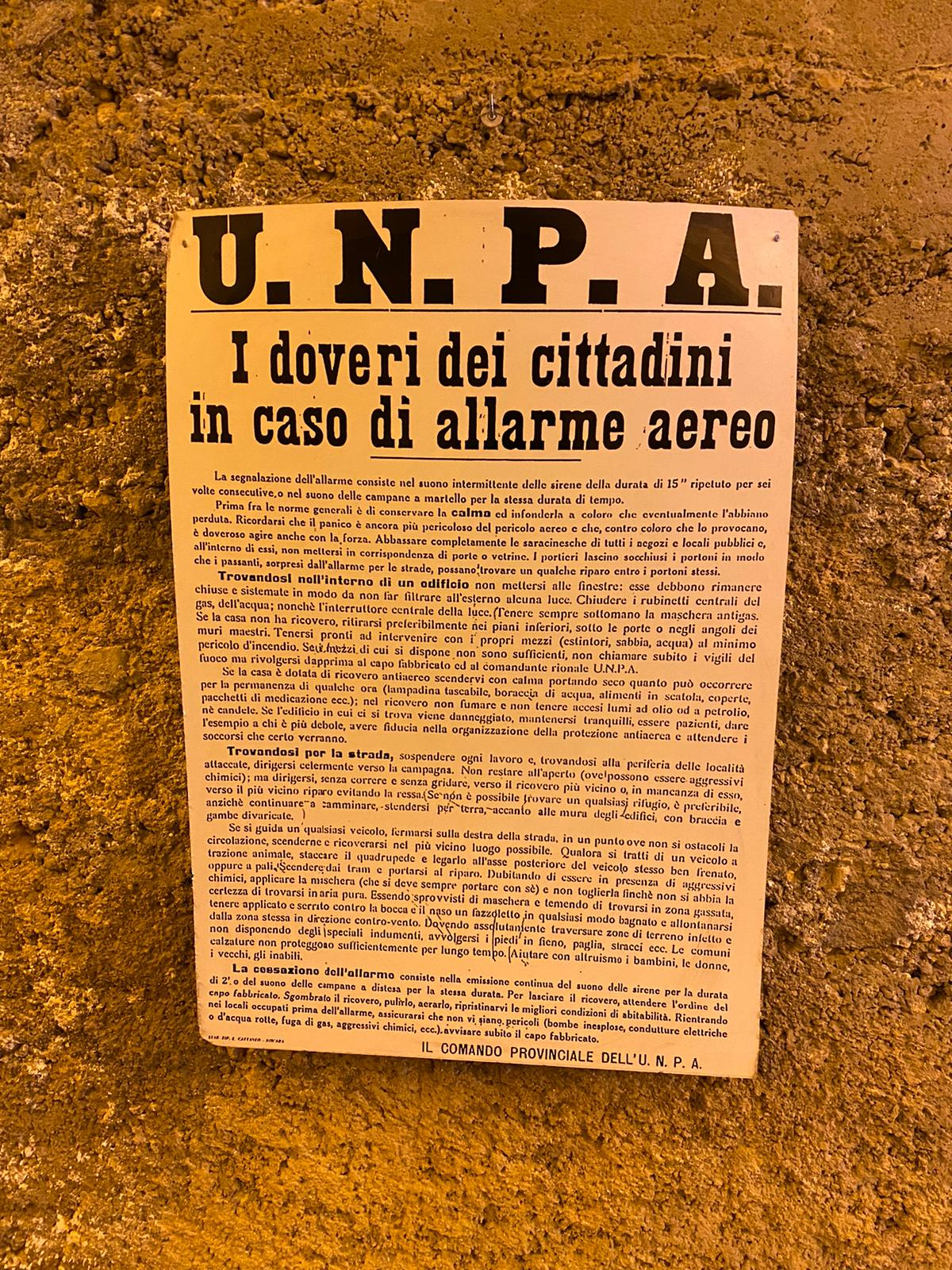
Manifesto che riguarda l'allarme aereo, affisso a una delle pareti del Rifugio